# Toulouse-le-Château
Pour les articles homonymes, voir Toulouse (homonymie).
Toulouse-le-Château est une commune française située dans le département du Jura, dans la région culturelle et historique de Franche-Comté et la région administrative Bourgogne-Franche-Comté.
Ses habitants se nomment les Toulousiens et Toulousiennes.

### Communes limitrophes

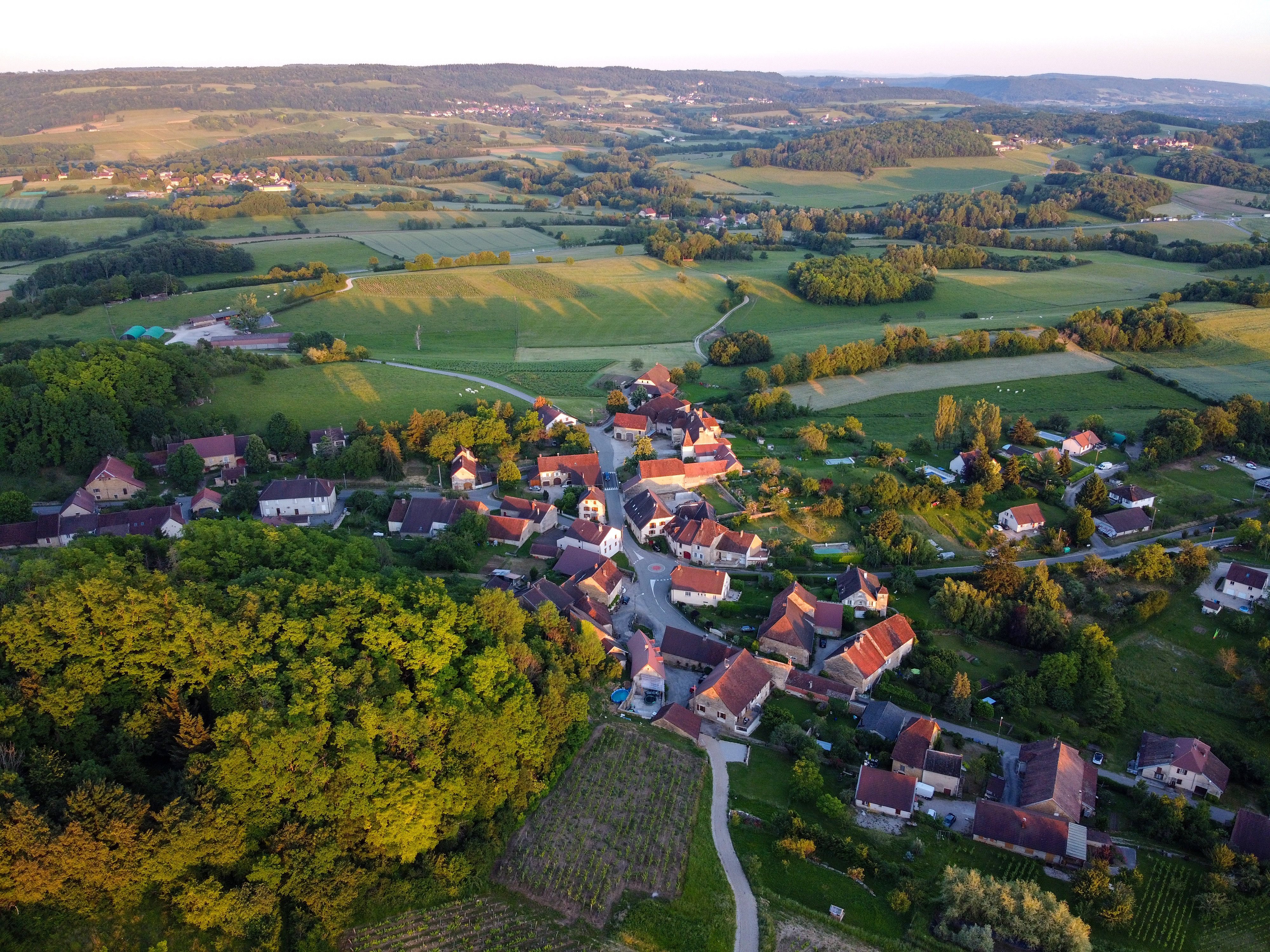
Le village

## Géographie

### Situation
Le village se trouve à 25 km au sud de Dole et 15 km au nord de Lons-le-Saulnier.

### Climat
Pour des articles plus généraux, voir Climat de la Bourgogne-Franche-Comté et Climat du département du Jura.
En 2010, le climat de la commune est de type climat des marges montargnardes, selon une étude du Centre national de la recherche scientifique s'appuyant sur une série de données couvrant la période 1971-2000. En 2020, Météo-France publie une typologie des climats de la France métropolitaine dans laquelle la commune est exposée à un climat semi-continental et est dans la région climatique  Jura, caractérisée par une forte pluviométrie en toutes saisons (1 000 à 1 500 mm/an), des hivers rigoureux et un ensoleillement médiocre. 
Pour la période 1971-2000, la température annuelle moyenne est de 10,6 °C, avec une amplitude thermique annuelle de 17,4 °C. Le cumul annuel moyen de précipitations est de 1 169 mm, avec 12,8 jours de précipitations en janvier et 8,9 jours en juillet. Pour la période 1991-2020, la température moyenne annuelle observée sur la station météorologique de Météo-France la plus proche, « Colonne », sur la commune de Colonne à 7 km à vol d'oiseau, est de 11,7 °C et le cumul annuel moyen de précipitations est de 1 170,0 mm. 
La température maximale relevée sur cette station est de 40,3 °C, atteinte le 7 août 2003 ; la température minimale est de −18 °C, atteinte le 12 janvier 1987,,. 
Les paramètres climatiques de la commune ont été estimés pour le milieu du siècle (2041-2070) selon différents scénarios d'émission de gaz à effet de serre à partir des nouvelles projections climatiques de référence DRIAS-2020. Ils sont consultables sur un site dédié publié par Météo-France en novembre 2022.

## Urbanisme

### Typologie
Au 1er janvier 2024, Toulouse-le-Château est catégorisée commune rurale à habitat dispersé, selon la nouvelle grille communale de densité à sept niveaux définie par l'Insee en 2022.
Elle est située hors unité urbaine. Par ailleurs la commune fait partie de l'aire d'attraction de Lons-le-Saunier, dont elle est une commune de la couronne,. Cette aire, qui regroupe 139 communes, est catégorisée dans les aires de 50 000 à moins de 200 000 habitants,.

### Occupation des sols
L'occupation des sols de la commune, telle qu'elle ressort de la base de données européenne d’occupation biophysique des sols Corine Land Cover (CLC), est marquée par l'importance des territoires agricoles (81,8 % en 2018), en diminution par rapport à 1990 (88,3 %). La répartition détaillée en 2018 est la suivante :
zones agricoles hétérogènes (59,7 %), terres arables (21,6 %), forêts (9,7 %), zones urbanisées (8,5 %), prairies (0,4 %). L'évolution de l’occupation des sols de la commune et de ses infrastructures peut être observée sur les différentes représentations cartographiques du territoire : la carte de Cassini (XVIIIe siècle), la carte d'état-major (1820-1866) et les cartes ou photos aériennes de l'IGN pour la période actuelle (1950 à aujourd'hui).

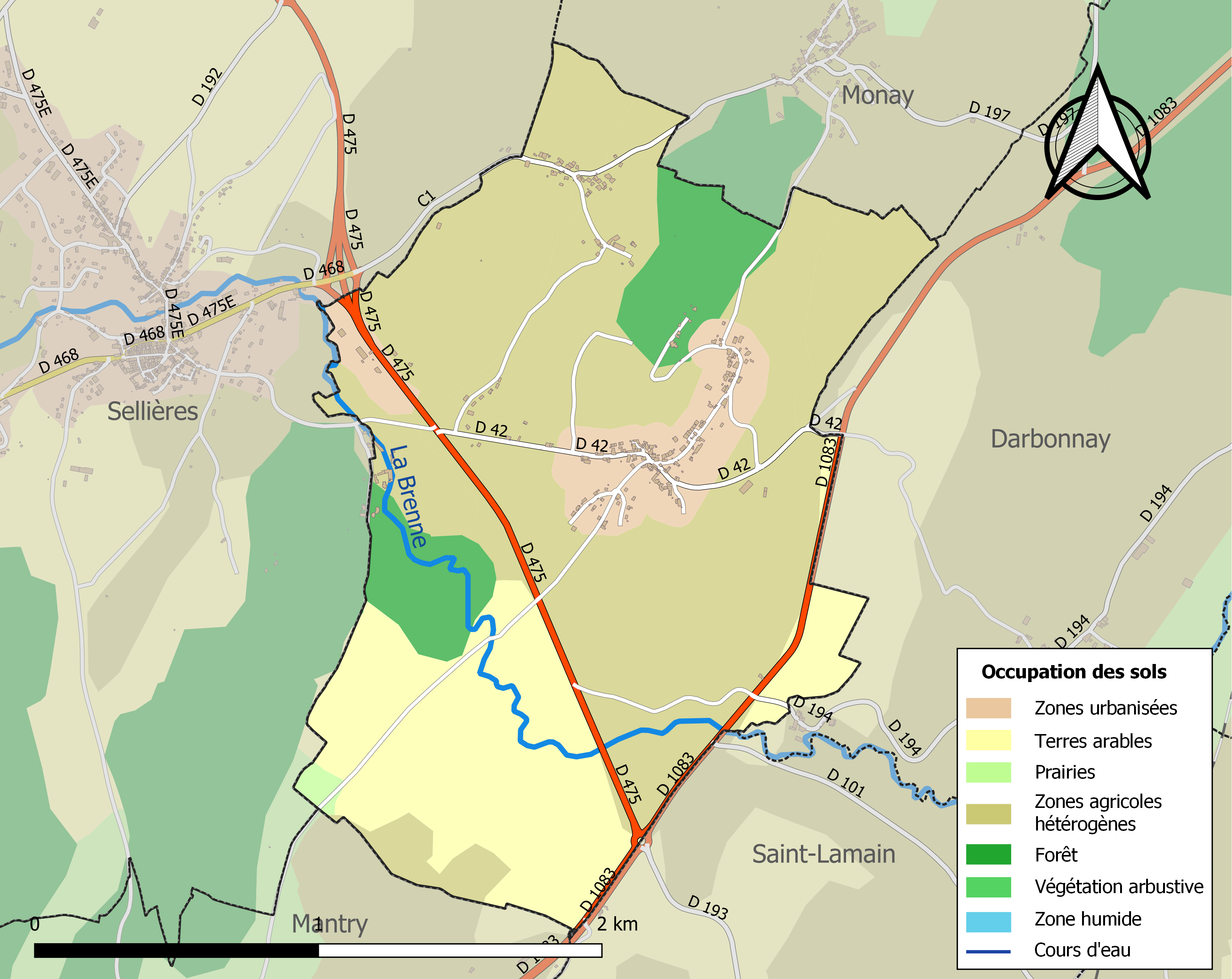
Carte des infrastructures et de l'occupation des sols de la commune en 2018 (CLC).

## Histoire
La seigneurie de Toulouse a été possédée par la famille de Poligny et par la famille de Marnix.
Entre 1790 et 1794, Toulouse absorbe la commune éphémère de Fangy.
En 1938, Toulouse prend officiellement le nom de Toulouse-le-Château'.

## Économie
Toulouse-le-Château est un petit village agricole (polyculture) et viticole: il est classé dans l'appellation Côtes du Jura.

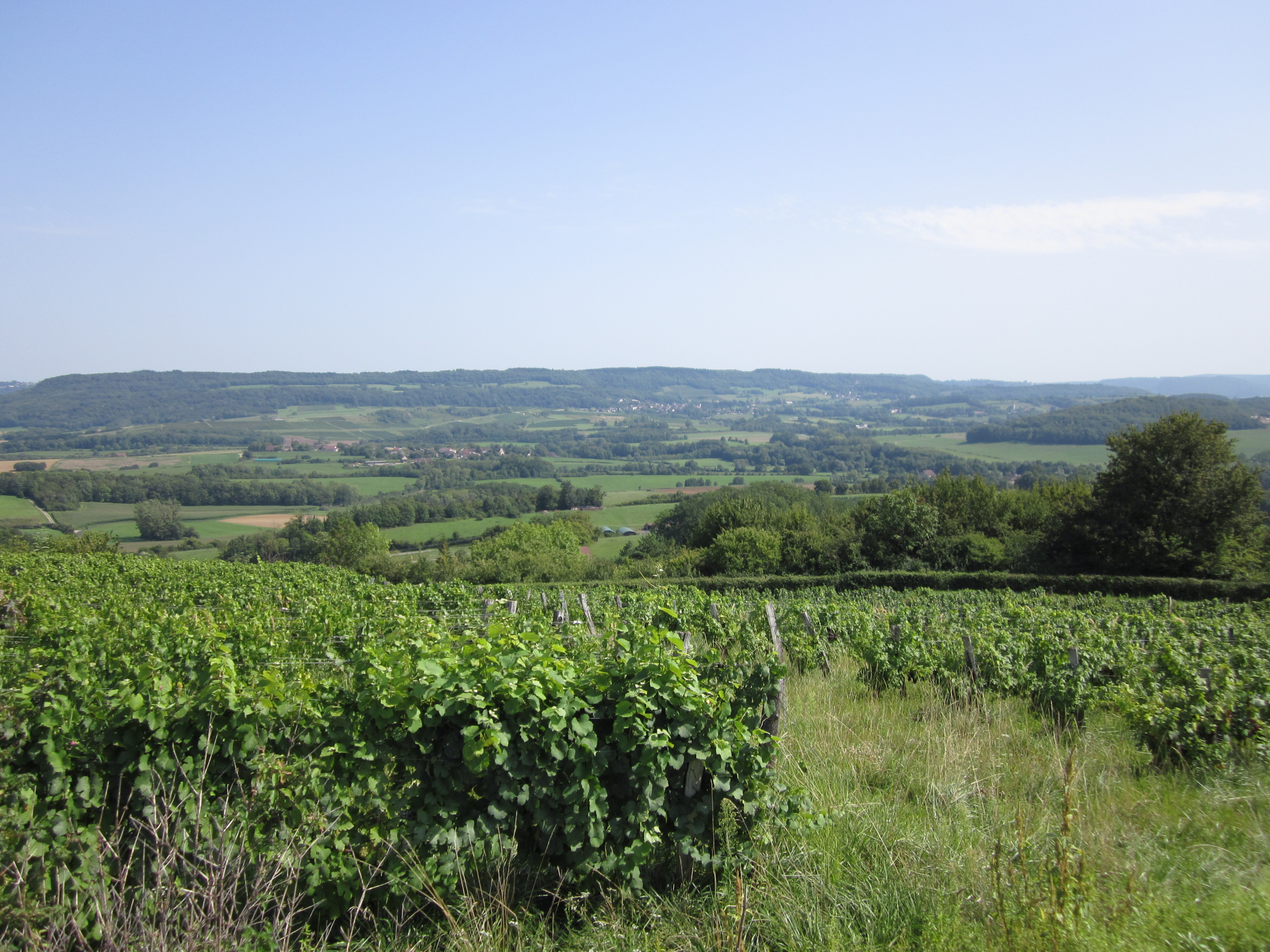
Toulouse-le-Château et son vignoble

## Politique et administration

### Tendances politiques et résultats

#### Élections Présidentielles
Le village de Toulouse-le-Château place en tête à l'issue du premier tour de l'élection présidentielle française de 2017, Marine Le Pen (RN) en tête avec 29,05 % des suffrages. Mais lors du second tour, Emmanuel Macron (LaREM) est en tête avec 61,43 %.

#### Élections Régionales
Le village de Toulouse-le-Château place la liste "Notre Région Par Cœur" menée par Marie-Guite Dufay, présidente sortante (PS) en tête, dès le 1er tour des élections régionales de 2021 en Bourgogne-Franche-Comté, avec 43,24 % des suffrages. Lors du second tour, les habitants décideront de placer de nouveau la liste de "Notre Région Par Cœur" menée par Marie-Guite Dufay, présidente sortante (PS) en tête, avec cette fois-ci, près de 52,78 % des suffrages. Loin devant les autres listes menées par Gilles Platret (LR) en seconde position avec 23,61 %, Julien Odoul (RN), troisième avec 18,06 % et en dernière position celle de Denis Thuriot (LaREM) avec 5,56 %.

#### Élections Départementales
Le village de Toulouse-le-Château faisant partie du Canton de Bletterans place le binôme de Philippe Antoine (LaREM) et Danielle Brulebois (LaREM), en tête, dès le 1er tour des élections départementales de 2021 dans le Jura, avec 61,33 % des suffrages. Lors du second tour, les habitants décideront de placer de nouveau le binôme de Philippe Antoine (LaREM) et Danielle Brulebois (LaREM), en tête, avec cette fois-ci, près de 84.29 % des suffrages. Devant l'autre binôme menée par Josiane Hoellard (RN) et Michel Seuret (RN) qui obtient 15,71 %.

### Liste des maires de Toulouse-le-Château
| Période   | Période   | Identité              | Étiquette | Qualité  |
| --------- | --------- | --------------------- | --------- | -------- |
| mars 1989 | mars 2001 | Camille Martin        |           |          |
| mars 2001 | mars 2008 | Jean Boisson          |           |          |
| mars 2008 | mars 2014 | Georges Dupuis        |           |          |
| mars 2014 | 2020      | Marie-Paule Ponthieux | PS        | Employée |
| 2020      | En cours  | Jean-Christian Kryzek |           |          |

## Démographie
L'évolution du nombre d'habitants est connue à travers les recensements de la population effectués dans la commune depuis 1793. Pour les communes de moins de 10 000 habitants, une enquête de recensement portant sur toute la population est réalisée tous les cinq ans, les populations de référence des années intermédiaires étant quant à elles estimées par interpolation ou extrapolation. Pour la commune, le premier recensement exhaustif entrant dans le cadre du nouveau dispositif a été réalisé en 2005.

En 2022, la commune comptait 209 habitants, en évolution de −5,43 % par rapport à 2016 (Jura : −0,81 %, France hors Mayotte : +2,11 %).
| 1793 | 1800 | 1806 | 1821 | 1831 | 1836 | 1841 | 1846 | 1851 |
| ---- | ---- | ---- | ---- | ---- | ---- | ---- | ---- | ---- |
| 610  | 638  | 707  | 730  | 855  | 901  | 880  | 897  | 832  |

| 1856 | 1861 | 1866 | 1872 | 1876 | 1881 | 1886 | 1891 | 1896 |
| ---- | ---- | ---- | ---- | ---- | ---- | ---- | ---- | ---- |
| 798  | 877  | 866  | 796  | 761  | 701  | 655  | 610  | 629  |

| 1901 | 1906 | 1911 | 1921 | 1926 | 1931 | 1936 | 1946 | 1954 |
| ---- | ---- | ---- | ---- | ---- | ---- | ---- | ---- | ---- |
| 604  | 626  | 538  | 420  | 384  | 360  | 349  | 282  | 237  |

| 1962 | 1968 | 1975 | 1982 | 1990 | 1999 | 2005 | 2006 | 2010 |
| ---- | ---- | ---- | ---- | ---- | ---- | ---- | ---- | ---- |
| 188  | 173  | 146  | 160  | 180  | 159  | 197  | 206  | 212  |

| 2015 | 2020 | 2022 | - | - | - | - | - | - |
| ---- | ---- | ---- | - | - | - | - | - | - |
| 217  | 215  | 209  | - | - | - | - | - | - |

## Personnalités liées à la commune

### La famille Marnix
Propriétaire de la seigneurie de Toulouse, elle s'illustre aux Pays-Bas à l'époque de Charles Quint et de Philippe II.
- Jacques de Marnix (?-1557) est le fils de Jehan de Marnix seigneur de Toulouse-le-Château et de dame Jeanne de Cerf. Il entre au service de la gouvernante des Pays-Bas (de 1530 à 1555) Marie de Hongrie, sœur de Charles Quint. Il épouse successivement Marie de Bonnières, puis Marie de Hemricourt, dame de Mont-Sainte-Aldegonde. Il meurt probablement à Bruxelles.
- Jean de Marnix (1537, Bruxelles-1567, Austruweel), seigneur de Toulouse, fils aîné de Jacques, s'engage dans la révolte des Pays-Bas contre Philippe II et meurt à la bataille d'Austruweel.
- Philippe de Marnix (ca 1540, Bruxelles-1598, Leyde), seigneur de Sainte-Aldegonde, fils cadet de Jacques, étudie aux universités de Louvain, de Dole, et de Padoue, puis à l'Académie de Genève, que vient de fonder Jean Calvin. Intellectuel polyglotte, idéologue de la révolte contre Philippe II, Philippe de Marnix est un des principaux conseillers de Guillaume d'Orange, un des rédacteurs de la Pacification de Gand, premier texte officiel fondé sur la liberté religieuse, l'auteur présumé de l'hymne national des Pays-Bas, ainsi qu'un officier notamment chargé de la défense d'Anvers en 1584-1585.

La famille Marnix possédait, non loin de la résidence des gouverneurs généraux à Bruxelles et du palais des princes d'Orange, une demeure où Philippe et Jean de Marnix sont nés. Elle en avait une autre, appelée « La Fosse », à l'extérieur des remparts, en un lieu situé à l'endroit où se trouve aujourd'hui le Quartier européen de Bruxelles. Confisquée sur ordre du duc d'Albe, gouverneur général à partir de 1567, cette propriété connue sous le nom d'« hôtel de Toulouse » (Hof van Tholouse) disparaît au XIXe siècle, laissant son nom à une rue qui relie les sièges du Parlement européen et du Conseil européen, la « rue de Toulouse », qui ne doit donc pas son nom à la ville occitane, mais à la localité comtoise de Toulouse.

### Autres
- René Moureaux, né en 1925 à Toulouse, résistant au sein du groupe Langlois, a rejoint la première DB en août 1944. Il fait la campagne d'Alsace, puis la campagne d'Allemagne jusqu'à Constance.

## Monuments
- Le pan d'une tour du château dite Tour de Marnix est encore visible sur la colline qui domine le village. Le château a été détruit par les troupes de Louis XI.
- Église du XVe siècle (inscrite MH).

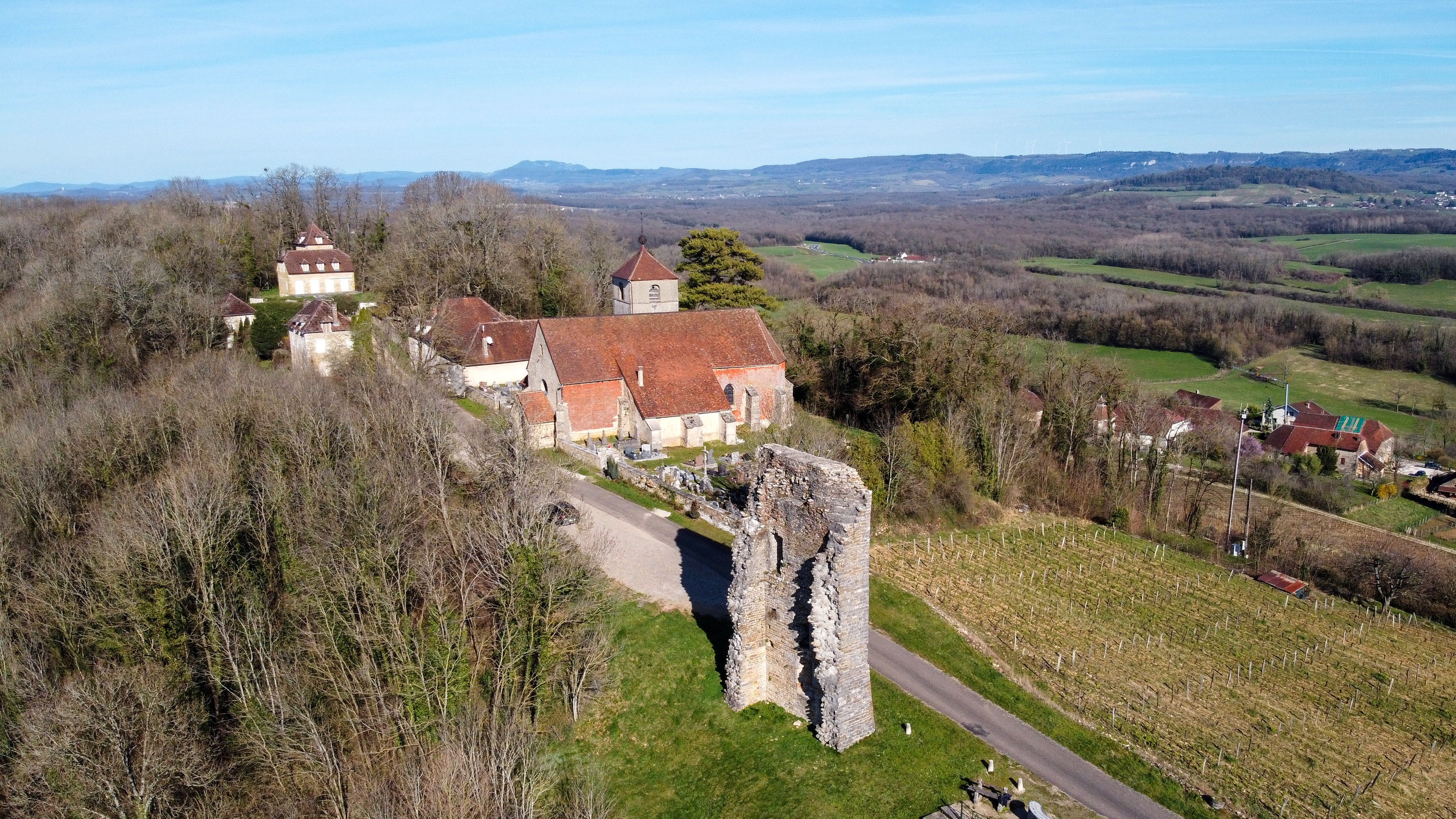
Ruines de l'ancien donjon et église
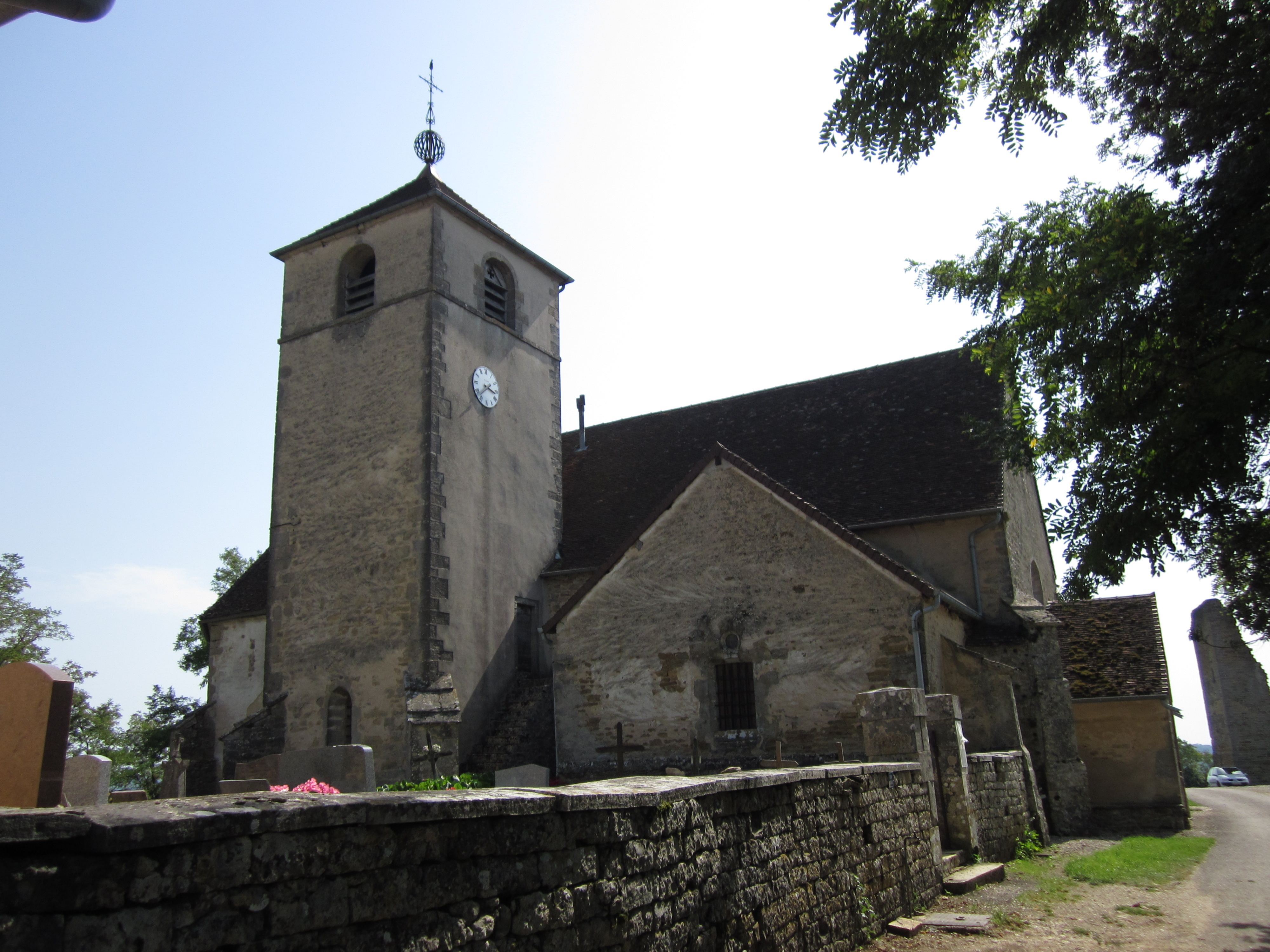
Eglise du XVe siècle
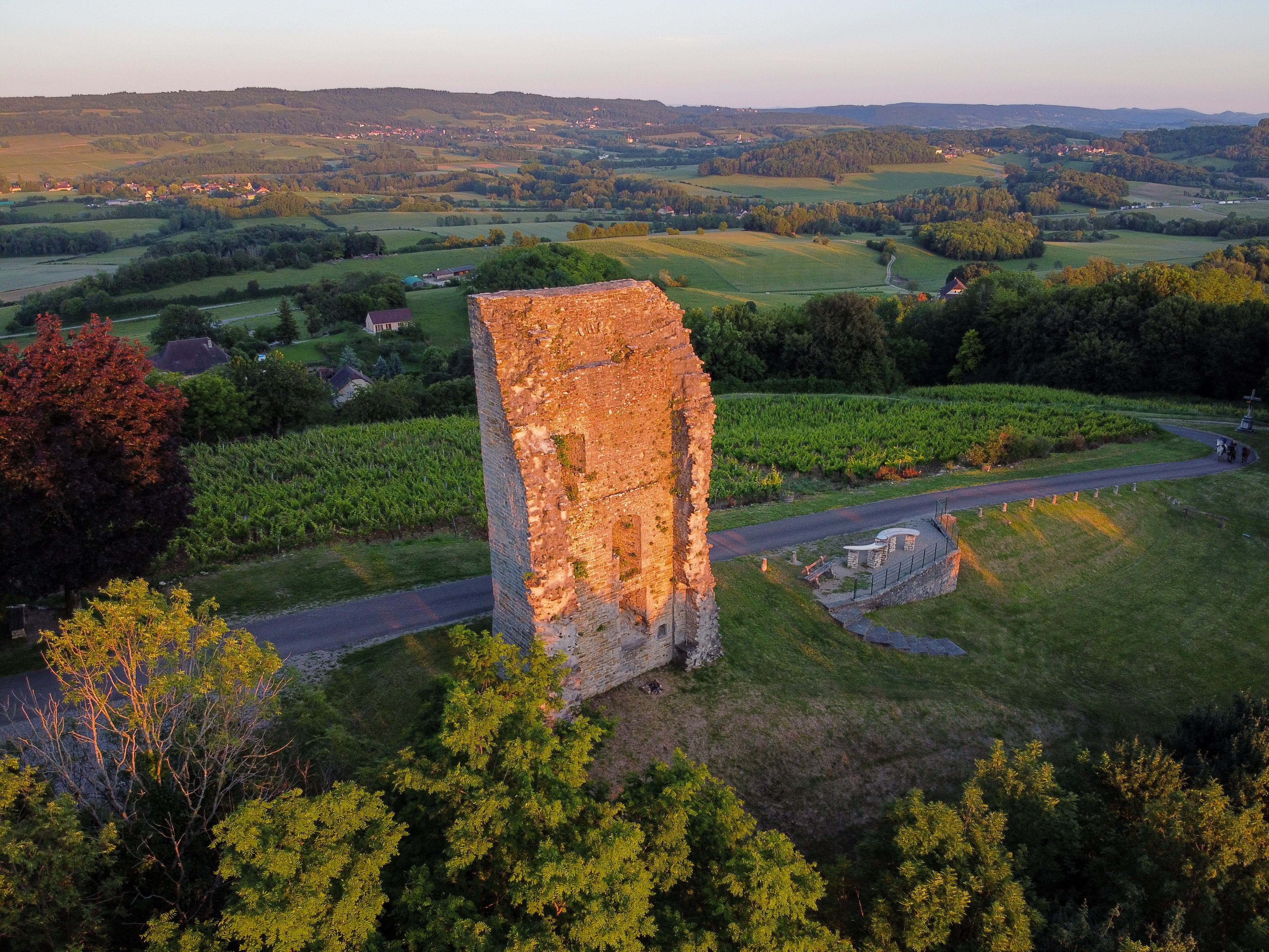
L'ancien donjon
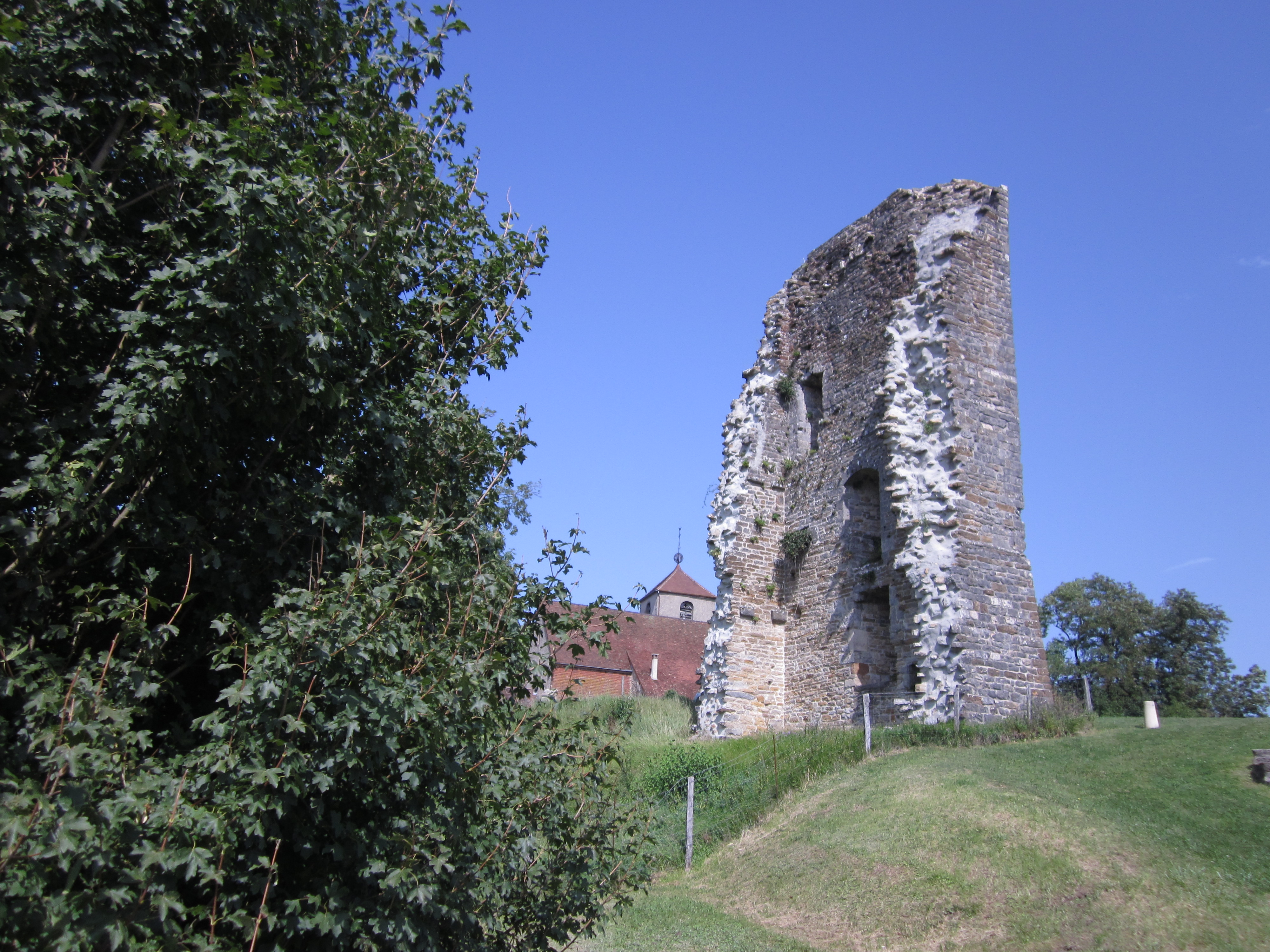
Ruines du château et église
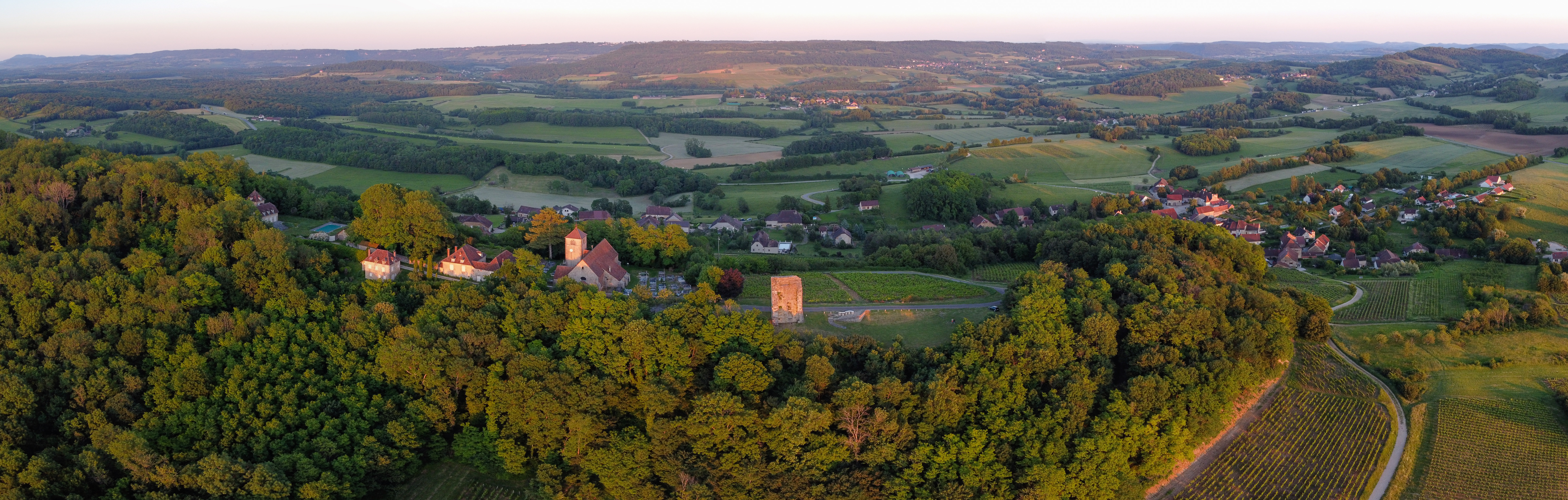
Site de l'ancien donjon et de l'église